# Matunus
Matunus, latinisierte Form von Matun(n)os, ist ein keltischer (Bären-?)Gott, der in Britannien und Gallien verehrt wurde.

## Etymologie
Sein Name geht auf das urkeltische Wort *matu- „gut, günstig“ oder „Bär“ (siehe altirisch math, „Bär“, aber auch altkeltisch *mati, altirisch maith, „gut“, gleichbedeutend mit kymrisch mad) zurück und ist auch im Namen der lingonischen Stadt Andematunum (heute Langres, Frankreich) enthalten. Der Übergang von *matu- zu math lässt sich mit der Verwendung einer Tabubenennung des Bären erklären (siehe deutsch „Bär“ – eigentlich „der Braune“). Eine Deutung von Matunus als „(Gott der) guten Tage“ ist deshalb ebenfalls möglich. Die konkurrierenden i-Stämme (*mati-) und u-Stämme (*matu-) wurden später derart aufgeteilt, dass ersterer die Bedeutung „gut“ und letzterer die Bedeutung „Bär“ erhielt.

## Weiheinschrift und Mythologie
Eine militärische Einheit des römischen Heeres, die Cohors Primae Lingonum Equitata, die vornehmlich aus Lingonen bestand, war zudem in Bremenium (High Rochester, Northumberland) stationiert. Hier fand man um 1715 einen Schrein mit einer Inschrift.
Es wird davon ausgegangen, dass Matunus hauptsächlich von den Lingonen als Gott verehrt wurde. Da Matunus „(großer) Bär“ bedeuten kann, ist ebenso wie bei Artaios eine Funktion als Bärengott anzunehmen. Er wird auch mit den Göttin Artio und Andarta gemeinsam zu den keltischen Bärengottheiten gezählt.
In den mittelalterlichen walisischen Erzählungen des Vierten Zweigs des Mabinogi tritt Math („Bär, Sohn des kleinen Bären“) als eine der Hauptfiguren in Erscheinung und im irischen Lebor Gabála Érenn („Das Buch der Landnahmen Irlands“) ist von dem Volk der Túatha Dé Danann („Volk der Göttin Danu“) die Rede, zu dessen Gefolgschaft ein Zauberer namens Mathgen („Sohn des Bären“) gehört. Ob und inwieweit es hierbei eine Verbindung zwischen diesen beiden Figuren und dem altkeltischen Bärengott Matunus gibt, ist nicht sicher geklärt.